# Jasmine Tookes

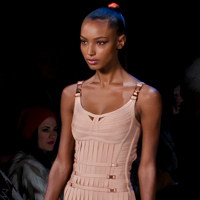
Jasmine Tookes

Jasmine Tookes (* 1. Februar 1991 in Huntington Beach, Kalifornien) ist ein US-amerikanisches Model.
Jasmine Tookes wurde im Alter von 15 Jahren entdeckt. Sie wurde für internationale Modenschauen für Calvin Klein, Tom Ford, Prada oder Versace engagiert.
Von 2012 bis 2018 lief sie bei den alljährlichen Victoria’s Secret Fashion Shows und war ab 2015 ein Victoria’s Secret Angel. 2016 hatte sie in Paris die Ehre, den sogenannten „Bright Night Fantasy Bra“ im Wert von 3 Millionen US-Dollar zu präsentieren.                           
Sie ist seit dem 4. September 2021 mit Juan David Borrero verheiratet. 